# Cyanolyca cucullata
La ghiandaia monaca (Cyanolyca cucullata (Ridgway, 1885)) è un uccello passeriforme appartenente alla famiglia Corvidae.

## Etimologia
Il nome scientifico della specie, cucullata, deriva dal latino e significa "incappucciata", in riferimento alla livrea di questi uccelli.

## Descrizione

### Dimensioni
Misura 26-31 cm di lunghezza, per 88-109 g di peso.

### Aspetto

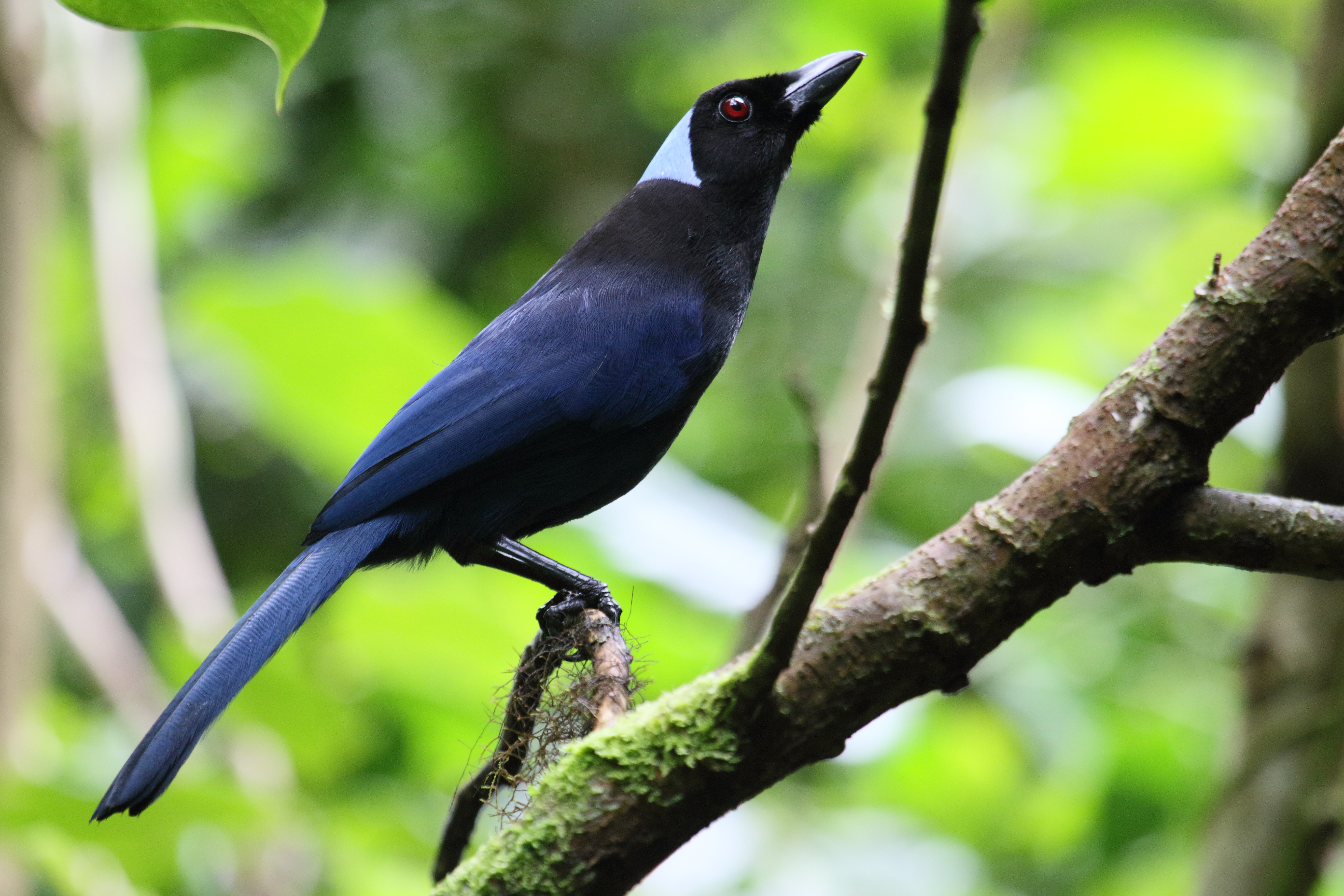
Esemplare nel cantone di Puntarenas.

Si tratta di uccelli dall'aspetto tozzo e paffuto, muniti di grossa testa arrotondata dai grandi occhi, becco relativamente corto e conico dalla punta lievemente ricurva, ali digitate, coda piuttosto lunga e dall'estremità squadrata e zampe forti.
Il piumaggio si presenta di colore nero lucido su testa, gola, collo, spalle e parte superiore del petto: esso sfuma nel blu-violaceo scuro e sericeo su tutto il resto del corpo, con tendenza a sfumare nel blu cobalto sulle remiganti e soprattutto sulla coda. Caratteristica di questa specie, alla quale essa deve sia il nome comune che il nome scientifico, è la presenza di un "cappuccio" triangolare di colore azzurro che copre vertice e nuca, spingendosi nella sua parte inferiore sui lati del collo.
Il becco e le zampe sono di colore nero, mentre gli occhi sono di colore bruno-rossiccio.

## Biologia
Si tratta di uccelli dalle abitudini di vita essenzialmente diurne, che vivono da soli o in coppie (sebbene ne siano stati osservati gruppetti comprendenti fino a dieci individui, verosimilmente a base familiare), passando la maggior parte della giornata nella canopia o fra i rami alti immediatamente al di sotto di essa, dedicandosi principalmente alla ricerca di cibo e non di rado associandosi in piccoli stormi con altre specie dalle abitudini di vita simili, come la ghiandaia unicolore ed il tucanetto smeraldo.
I richiami della ghiandaia monaca consistono in dei gracchi nasali ripetuti 1-5 volte.

### Alimentazione
Questi animali presentano dieta onnivora, comprendente una gran varietà di invertebrati e larve reperiti fra le spaccature della corteccia e le epifite, oltre ad altri piccoli animali ed a frutta e bacche (principalmente melastomacee ed ericacee).

### Riproduzione
Si tratta di uccelli rigidamente monogami, con le coppie che rimangono unite per la vita: la stagione riproduttiva va da aprile a giugno.
Il nido viene costruito generalmente in quota, in alto su un albero e ben nascosto fra il fogliame, il che lo rende molto difficile da individuare: talvolta, questi uccelli si appropriano di nidi di altri uccelli rimasti abbandonati. Esso presenta forma a coppa, con ampia piattaforma circostante, e viene edificato (verosimilmente da ambedue i sessi, come osservabile in gran parte dei corvidi) con rametti e fibre vegetali, con l'interno foderato di materiale vegetale più soffice.

All'interno del nido la femmina depone 3-4 uova, che vengono covate per una ventina di giorni: i pulli schiudono ciechi ed implumi, e vengono accuditi da ambedue i genitori, divenendo così in grado d'involarsi attorno ai venti giorni di vita, sebbene rimangano coi genitori ancora per circa un altro mese, prima di rendersi di fatto indipendenti.

## Distribuzione e habitat

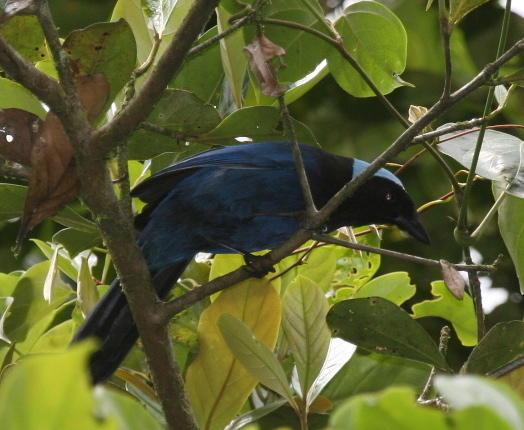
Esemplare nella provincia di Alajuela.

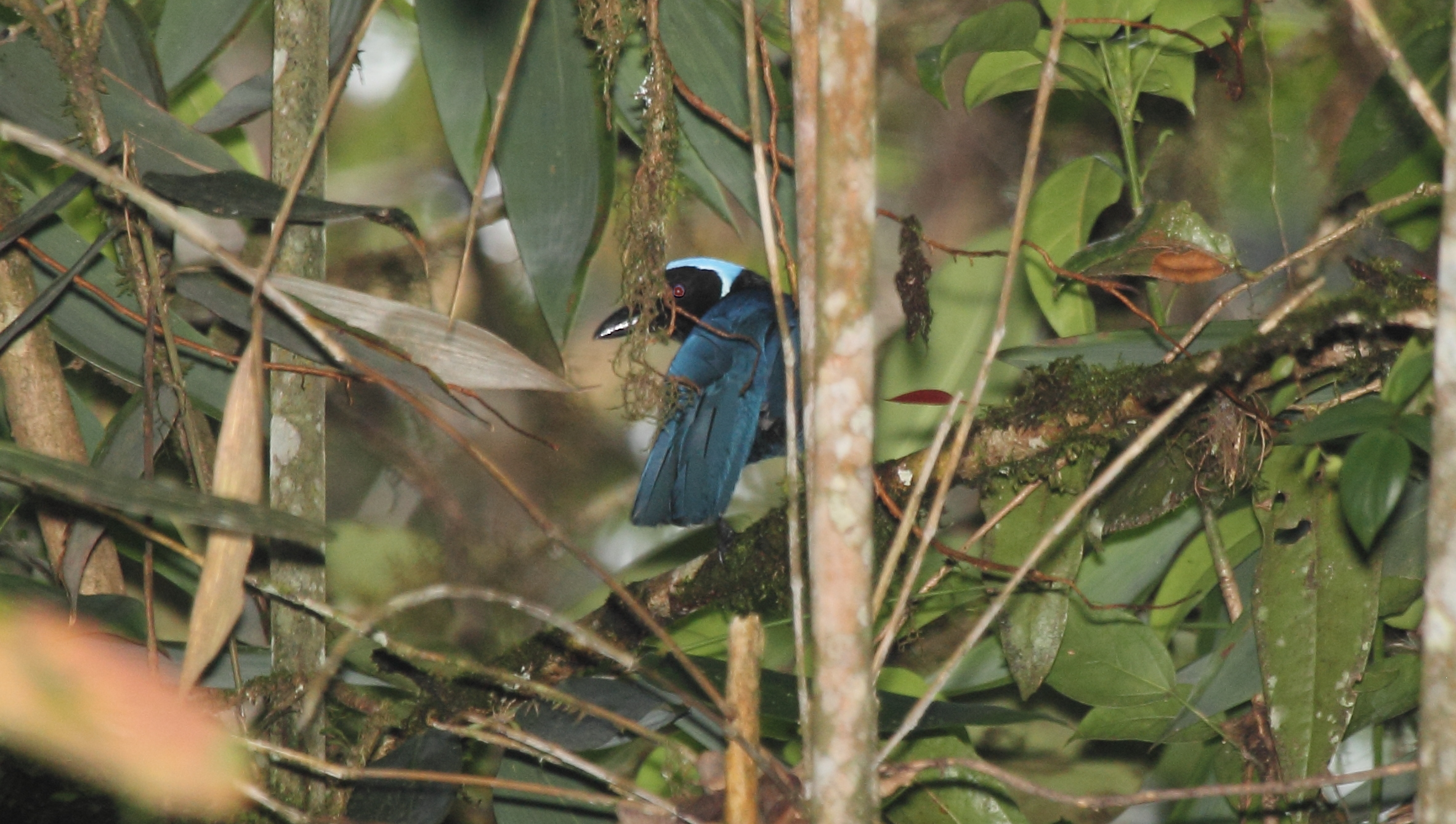
Esemplare a Purulhá.

La ghiandaia monaca è diffusa in America centrale, occupando un areale piuttosto frammentato che va dal sud-est del Messico (estremo sud-est del San Luis Potosí e nord del Veracruz) a Panama centro-occidentale, attraverso la porzione meridionale della Sierra Madre Orientale, il Guatemala centrale, l'Honduras centrale e occidentale e la Costa Rica.
Sebbene manchino informazioni accurate sulle abitudini di vita di questi uccelli, specialmente in virtù delle loro abitudini di vita schive e dell'habitat impervio da essi frequentato, si ha motivo di credere che (similmente alle specie congeneri) essi siano residenti nel loro areale.
L'habitat di questi uccelli è rappresentato dalla foresta nebulosa primaria o secondaria (purché ben matura) fra gli 800 ed i 2100 m di quota.

## Tassonomia
Se ne riconoscono quattro sottospecie:
- Cyanolyca cucullata mitrata Ridgway, 1899 - grande e dalla maggiore estensione dell'azzurro cefalico, diffusa nella porzione occidentale dell'areale occupato dalla specie, ad est fino all'Oaxaca centrale;
- Cyanolyca cucullata guatemalae Pitelka, 1951 - diffusa nella Sierra Madre de Chiapas dal Chiapas a Huehuetenango;
- Cyanolyca cucullata hondurensis Pitelka, 1951 - diffusa in Honduras nord-occidentale;
- Cyanolyca cucullata cucullata (Ridgway, 1885) - la sottospecie nominale, diffusa nella porzione meridionale dell'areale occupato dalla specie, lungo la costa caraibica di Costa Rica e Panama;

Sebbene la sottospecie mitrata appaia morfologicamente differente dalle altre, i suoi richiami sono del tutto simili a quelli delle sottospecie guatemalae e hondurensis, e tutti differiscono marcatamente da quelli della sottospecie nominale. Il taxon è fratello di C. pulchra, dal quale si è separato in seguito alla formazione della valle del fiume Cauca.